# Remdaer Rinne
Die Remdaer Rinne, auch nur Rinne, aber deswegen leicht verwechselbar mit der nahen Königseer Rinne, ist ein Fließgewässer in Thüringen. Der kleine Fluss hat eine Länge von rund 17,5 km und mündet bei Rudolstadt in die Saale.

## Verlauf
Der Ursprung der Remdaer Rinne liegt rund zwei Kilometer westlich von Sundremda auf Gebiet von Stadtilm im Ilm-Kreis. Die Rinne fließt nach Osten auf Sundremda zu und tangiert die Ortschaft nördlich. Im Anschluss macht sie einen Bogen, fließt ein wenig nach Norden, bevor sie erneut einen Schwenker macht und südlich von Remda wieder nach Osten und an Eschdorf vorbeifließt. Weiter geht es vorbei an den einst von der rasch fließenden Remdaer Rinne profitierenden Heilsberger Mühle und Feldmühle. Sich nach Südosten orientierend durchfließt die Rinne Teichröda, Ammelstädt und Pflanzwirbach bis nach Rudolstadt. Dort wird sie von links von der von West nach Ost fließenden Saale aufgenommen.